# Forêts mixtes de Mandchourie
Localisation
Les forêts mixtes de Mandchourie forment une écorégion terrestre définie par le Fonds mondial pour la nature (WWF), qui appartient au biome des forêts de feuillus et forêts mixtes tempérées de l'écozone paléarctique. Elle s'étend essentiellement sur les collines de l'Est de la Mandchourie et sur les pentes des monts Khingan et se poursuit en Sibérie dans le bassin de l'Amour et dans le nord de la péninsule coréenne.
C'est une région soumise à un climat continental humide avec des hivers longs, très secs et rigoureux (à Heihe, les températures maximales journalières sont négatives pendant cinq mois de novembre à mars) et des étés bien arrosés.

## Flore
La flore de cette région est marquée par la présence de conifères alors qu'ils sont pratiquement absents dans les forêts situées plus au sud. Ils sont notamment représentés par le pin de Corée, le sapin de Mandchourie et l'épicéa de Sibérie. Les arbres à feuilles caduques sont des chênes de Mongolie, des frênes de Mandchourie, des tilleuls de l'Amour, des bouleaux de Schmidt, des ormes de Mandchourie, des érables et des noyers de Mandchourie.  

## Protection
C'est une région encore peu marquée par l'influence humaine mais où l'industrie forestière se développe et où les forêts parvenus au dernier stade de succession écologique sont remplacées par des forêts secondaires.
La réserve naturelle nationale de Baishilazi dans le Liaoning et celle de Mudanfeng dans le Heilongjiang contiennent des forêts primaires de pin de Corée.
La réserve naturelle nationale de Laotu Dingzi présente une forêt primaire d'if du Japon et celle du lac Jingpo (Heilongjiang) un mélange de pins, de mélèzes, d'érables et de chênes. L'écorégion est habitée par quelques tigres de Sibérie, des zibelines, des cerfs sika et des léopards de l'Amour qui bénéficient tous les quatre d'une protection de première classe en Chine.

## Galerie

Paysages de la forêt mixte de Mandchourie
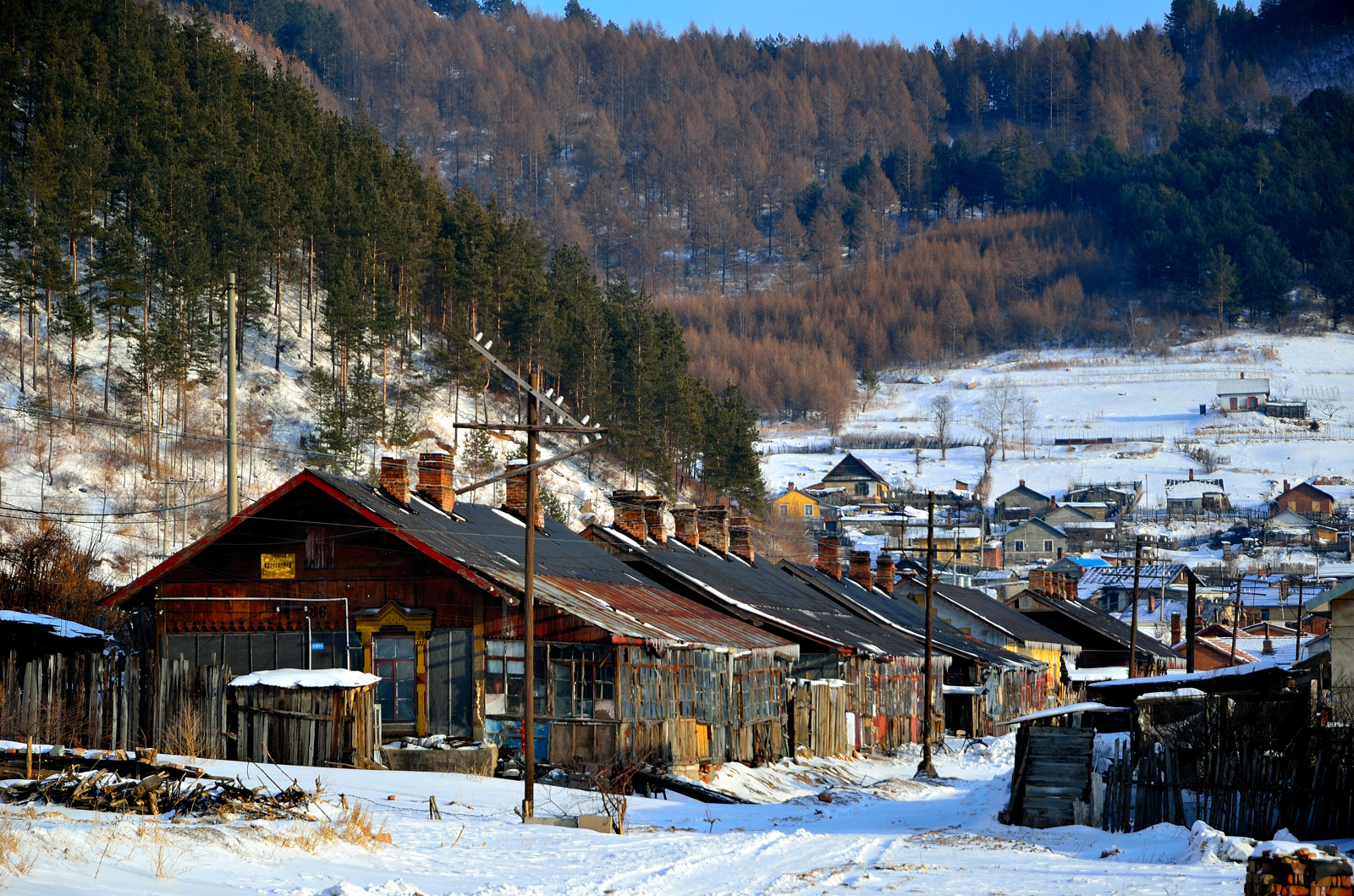
Neige sur la gare de Hengdaohezi (Heilongjiang) en 2011
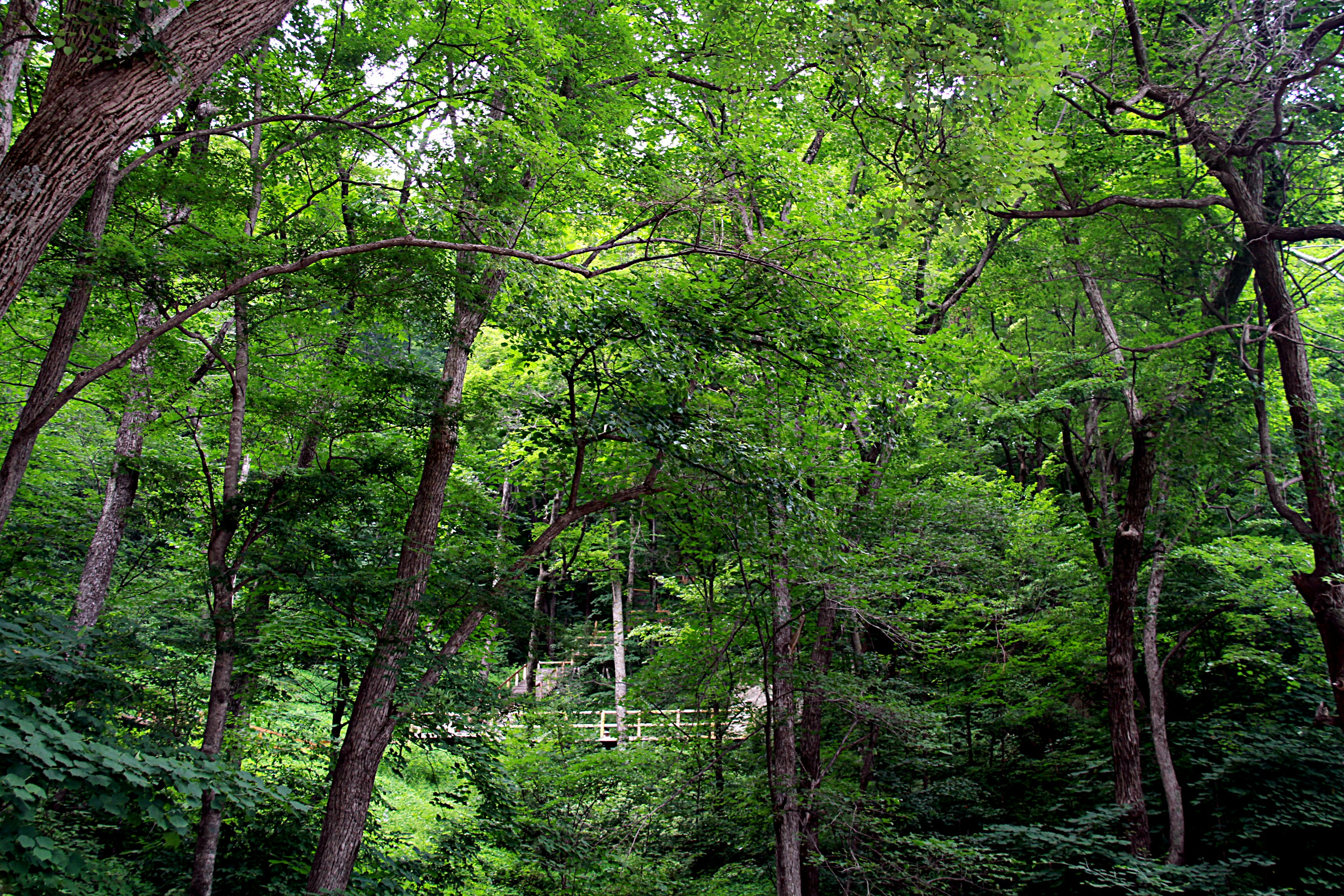
Parc national forestier de Longwanqun (Jilin) en 2012
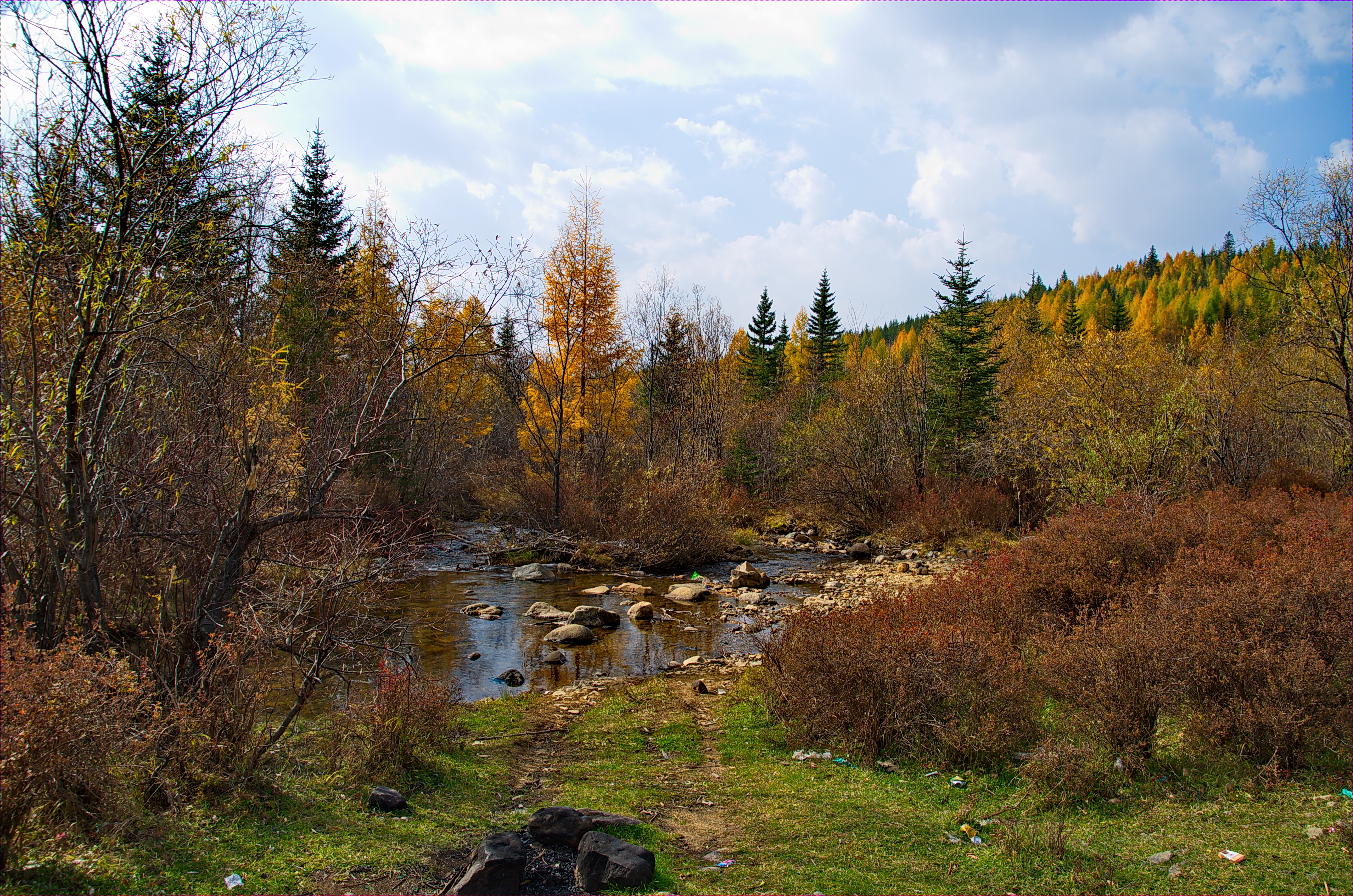
Sinhuangsan (Corée du Nord) en 2015
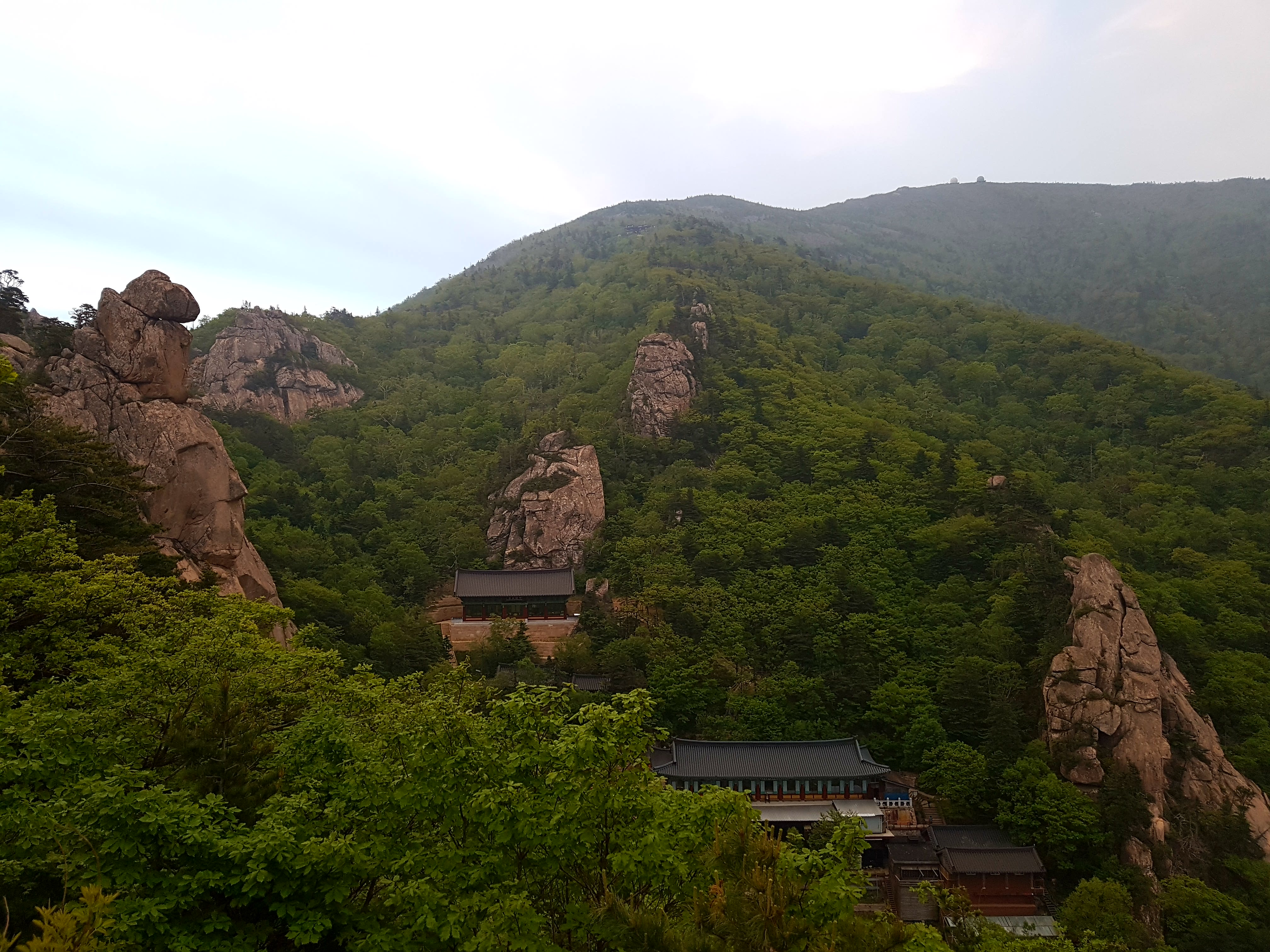
Forêt et monastère bouddhiste à Seoraksan (Corée du Sud) en 2018